# Cereopsius sexmaculatus
Cereopsius sexmaculatus là một loài bọ cánh cứng trong họ Cerambycidae.